# Баденський державний театр
49°00′14″ пн. ш. 8°24′22″ сх. д. / 49.004019° пн. ш. 8.406086° сх. д.
Баденський державний театр (нім. Badisches Staatstheater Karlsruhe) — театр у Карлсруе, Німеччина. 
Заснований в 1808 році. 
У нинішньому вигляді існує з 1975 року біля Еттлінгер-Тор як комплексна будівля із двох глядацьких залів за проектом Гельмута Бецнера. 
Велика зала має 1002 глядацькі місця, Мала зала розрахована на 330 місць. 
Біля центрального входу до будівлі театру розташована скульптурна композиція «Кінь муз», створена скульптором Юргеном Герцем.
У театрі ставляться різні види творів одночасно — оперні та балетні постановки, а також театральні п'єси та мюзикли. 
До складу театру включені Баденська державна капела та Баденський державний оперний хор. 
Згідно з чинним договором, діяльність театру наполовину фінансується землею Баден-Вюртемберг
.

## Історія
Перший Баденський театр було споруджено в 1808 році, під керівництвом придворного архітектора Фрідріха Вайнбреннера, неподалік Палацу Карлсруе
.. 
1810-го він був перейменований на Придворний театр (Großherzoglichen Hoftheater). 
28 лютого 1847 року в будівлі сталася пожежа. 
Внаслідок паніки будівлю не змогли залишити частину глядачів. 
Загинули 63 особи. 
Основною причиною тисняви було те, що вхідні двері відчинялися всередину, а не назовні. 
Будівля згоріла, оскільки була виготовлена з легкозаймистих матеріалів.
Друга будівля театру в Карлсруе була збудована під наглядом придворного архітектора Генріха Гюбша в 1853 році. 
У 1944 році воно було зруйноване бомбовим ударом під час авіанальоту союзників. 
Сьогодні на місці колишньої будівлі театру знаходиться Федеральний Конституційний суд Німеччини.
Проект сучасної будівлі театру було завершено в 1964 році, і відкриття відбулося в 1975 році.
З 1977 року щорічно в театрі проходили «Дні Генделя», а з 1985 року став проводитись щорічний Фестиваль Генделя, присвячений 23 лютого — дню народження композитора Георга Фрідріха Генделя, під час якого в театрі ставляться його твори.